# Trichoplusia chalcedona
Trichoplusia chalcedona är en fjärilsart som beskrevs av George Francis Hampson 1902. Trichoplusia chalcedona ingår i släktet Trichoplusia och familjen nattflyn. Inga underarter finns listade i Catalogue of Life.